# Edison Toloza
Edison Toloza Colorado (Nariño, 15 giugno 1987) è un ex calciatore colombiano, di ruolo attaccante.